# 鄧析
鄧析（前545年—前501年），春秋時代末年鄭國思想家，是名家的重要人物。

## 生平
邓析是子产的部下，子产在郑国执政时，邓析是大夫。但邓析不满子产所铸的刑书，竟“不顾君命，而私制刑法，书之于竹简，故言竹刑”，制定竹刑，主張刑法公開化。鄧析此舉引發貴族的不滿，最後為鄭國大夫駟歂所殺。

## 著作與思想
鄧首倡「刑名之論」，操「兩可之說」，被視為玩弄巧辯之術，開起了名家的思想。邓析反对礼治，要“以非为是，以是为非”，反《周礼》而行。提出“事断于法”的主张。
《漢書·藝文志》將鄧析列入名家。鄧析著有《鄧析子》，有《無厚篇》與《轉辭篇》兩篇，《無厚篇》二十一段，《轉辭篇》十七段。關於《鄧析子》之真偽，學術界爭論不一，有说內容參雜其他家說法，可能為後人偽託。《四庫全書》將其歸入子部法家類。

## 評價
荀子曾經對鄧析作出批評，《荀子·非十二子》謂其：「不法先王，不是禮義；而好治怪說，玩綺辭。甚察而不惠，辯而無用，多事而寡功，不可以為治綱紀。然而其持之有故，其言之成理，足以欺惑愚眾。是惠施、鄧析也。」